# Gondos bocsok (film)
A Gondos bocsok (eredeti cím: Care Bears Nutcracker Suite) 1988-ban megjelent amerikai–kanadai televíziós rajzfilm, amely a Nelvana által készített Gondos bocsok című rajzfilmsorozat 3. évadjának utolsó része.
Kanadában, 1988. december 10-én adták ki VHS-en, Magyarországon 1999. december 5-én az HBO-n vetítették le a televízióban.

## Szereplők
| Szereplő                     | Eredeti hang     | Magyar hang      | Leírás |
| ---------------------------- | ---------------- | ---------------- | --- |
| Kis Maci bocs                | Allyson Lupovich | ?                | Világoskék gondos bocs, hasán csillag zsákból.                                                              |
| Kis Mici bocs                | Tracey Moore     | ?                | Rózsaszín gondos bocs lány, hasán csillag szívből.                                                          |
| Hajnal bocs                  | Susan Roman      | ?                | Sárga gondos bocs, hasán nap.                                                                               |
| Csupaszív bocs               | Jim Henshaw      | ?                | Barna színű gondos bocs, hasán piros szív.                                                                  |
| Morcos bocs                  | Bob Dermer       | ?                | Sötétkék morgó gondos bocs, hasán esőfelhő.                                                                 |
| Bátor Leo                    | Dan Hennessey    | Hankó Attila     | Narancssárga oroszlán, hasán szív koronával.                                                                |
| Sokaszív Elefánt             | Luba Goy         | ?                | Rózsaszínű elefánt lány, hasán szív a mérlegsúlyon.                                                         |
| Diótörő/Alan Prince fiatalon | N/A              | ?                | Alan fiatalkori énje a szomszédból, Anna Walker barátja, aki hasonlít a diótörőre.                          |
| Anna Walker fiatalon         | Tara Strong      | ?                | Anna Walker tanárnő fiatalkori énje.                                                                        |
| Gonosz vezír                 | Don Francks      | Jakab Csaba      | A patkánykirály varázslója, a gondos bocsok ellensége.                                                      |
| Parkány király               | John Stocker     | ?                | A patkányok királya, a gondos bocsok ellensége                                                              |
| Mulatószív malac             | Pauline Rennie   | ?                | Narancssárga malac lány, hasán egy tölcsér, fagylalttal és a tetején szív.                                  |
| Peter Walker                 | N/A              | Stukovszky Tamás | Anna Walker öccse.                                                                                          |
| Patkányok                    | N/A              | ?                | A patkánykirály két embere.                                                                                 |
| Anna Walker                  | N/A              | Náray Erika      | A tanárnő, aki mesél a gyerekeknek gondos bocsokról.                                                        |
| Holly                        | N/A              | ?                | Barna-hajú kislány, aki eljátssza a balerinát a színdarabban, aki elhisz Anna Walkernek a gondos bocsokban. |
| Chris                        | N/A              | ?                | A barna-hajú fiú, aki eljátssza a herceget a színdarabban, aki elhisz Anna Walkernek a gondos bocsokban.    |
| Játék                        | N/A              | ?                | A játékbohóc Játék országban.                                                                               |
| Alan Prince                  | N/A              | ?                | Anna Walker férje.                                                                                          |